# Eleição municipal de Uberaba em 2012
A eleição municipal de Uberaba em 2012 teve seu primeiro turno em 7 de outubro e seu segundo turno em 28 de outubro de 2012 para a eleição de 1 (um) prefeito, 1 (um) vice-prefeito e de 14 (catorze) vereadores para a administração da cidade. Foi um processo eleitoral marcado por disputas partidárias.

## Candidatos

### Chapa doPSDB
- Candidato a Prefeito: Fahim Sawan (PSDB)[7]
- Candidato a Vice-Prefeito: Vânia Célia (PSDB) [8]
- Coligação: O Povo Quer, o Povo Pode (PSDB, PV, PDT, PTB, PHS, PRP e PTN)

É a terceira vez seguida que o candidato tucano, o médico Fahim Miguel Sawan, disputará a Prefeitura de Uberaba.

### Chapa doPMDB
- Candidato a Prefeito: Paulo Piau (PMDB)
- Candidato a Vice-Prefeito: Almir Silva (PR)
- Coligação: Uberaba Merece Mais (PMDB, PR, PP, PSC, DEM, PMN, PC do B e PT do B)

Dois candidatos se apresentaram para encabeçar a chapa do PMDB: O deputado federal Paulo Piau, e o ex-secretário Rodrigo Mateus, sendo este último apoiado pelo prefeito em exercício, Anderson Adauto.

### Chapa doPT
- Candidato a Prefeito: Adelmo Leão (PT) [9] [10]
- Candidato a Vice-Prefeito: Luciene Fachinelli (PSL) [11]
- Coligação: Uberaba Não Pode Parar (PT, PRB, PRTB e PSL)

### Chapa doPPS
- Candidato a Prefeito: Edson Santana (PPS)
- Candidato a Vice-Prefeito: Antônio Cirilo (PPS) [12]
- Coligação: O PPS não está coligado a nenhum outro partido.

### Chapa doPSB
- Candidato a Prefeito: Lerin (PSB)
- Candidato a Vice-Prefeito: Dr. Hélio Massa (PSB) [13]
- Coligação: Juntos Podemos Mais (PSB, PSD e PSDC)

O deputado estadual Lerin oficializou sua candidatura à Prefeitura de Uberaba no dia 26 de junho de 2012, recebendo o apoio do governador de Minas Gerais, Antônio Anastasia, o que contrariou as dirigências municipais do PSDB, partido ao qual o governador pertence. Anastasia afirmou que, embora respeitasse a candidatura de Fahim Sawan, devido às circunstâncias políticas, o PSDB estadual apoiaria a candidatura de Lerin. Não só o governador, como também o senador Aécio Neves, do mesmo partido e o deputado federal Marcos Montes (PSD) declararam apoio a Lerin durante a convenção do PSB. 

### Chapa doPTC
- Candidato a Prefeito: Wagner do Nascimento Júnior (PTC)
- Candidato a Vice-Prefeito: José Eurípedes "Delegado" (PTC) [15]
- Coligação: O PTC não está coligado a nenhum outro partido.

## Pesquisas de Opinião
| Data                    | Instituto    | Candidato         | Candidato          | Candidato   | Candidato        | Candidato           | Candidato           | Nenhum / Não sabe |
| Data                    | Instituto    | Paulo Piau (PMDB) | Fahim Sawan (PSDB) | Lerin (PSB) | Adelmo Leão (PT) | Wagner Júnior (PTC) | Edson Santana (PPS) | Nenhum / Não sabe |
| ----------------------- | ------------ | ----------------- | ------------------ | ----------- | ---------------- | ------------------- | ------------------- | ----------------- |
| 18-20 de agosto de 2012 | Veritá       | 22,1%             | 13,3%              | 22,7%       | 7,2%             | 7,7%                | 1,3%                | 25,7%             |
| 26-28 de agosto de 2012 | Contra Ponto | 23%               | 15%                | 14%         | 9%               | 8%                  | 1%                  | 30%               |

## Resultados

### Primeiro Turno
| Paulo Piau (PMDB)   | 50.049  | 31,71 |
| Lerin (PSB)         | 32.961  | 20,89 |
| Adelmo Leão (PT)    | 28.487  | 18,05 |
| Wagner Júnior (PTC) | 24.243  | 15,36 |
| Fahim Sawan (PSDB)  | 17.806  | 11,28 |
| Edson Santana (PPS) | 4.269   | 2,71  |
| Total               | 157.815 | 100   |
| Fonte:              |         |       |

Em verde estão os candidatos que vão para o segundo turno

### Segundo Turno
| Paulo Piau (PMDB) | 79.752  | 51,36 |
| Lerin (PSB)       | 75.541  | 48,64 |
| Total             | 155.293 | 100   |
| Fonte:            |         |       |

Em verde está o candidato que foi Eleito